# Nancy Barzin
Nancy Barzin (11 juli 1971) is een Belgisch petanquer.

## Levensloop
Op de Wereldspelen van 2001 in het Japanse Akita behaalde ze met Linda Goblet goud in de 'classic double'. In de finaleversloegen ze het Spaanse duo Inés Rosario en María Luisa Ruíz. Op de Wereldspelen van 2017 in het Poolse Wrocław behaalde ze samen met Camille Max zilver in de 'classic double'. In de finale verloren ze van het Thaise duo Nantawan Fueangsanit en Phantipha Wongchuvej. Op de Wereldspelen van 2022 in het Amerikaanse Birmingham vormde ze een duo met Jessica Meskens. Het duo slaagde er niet in zich te plaatsen voor de halve finale en strandde op de 5e plaats.
Daarnaast werd ze met Linda Goblet, Fabienne Berdoyes en Henriette Odenna in 2000 in het Portugese São Brás de Alportel wereldkampioene in de 'triplette'. Op het WK van 2017 te Gent behaalde ze met Camille Max zilver in de 'doublette' en met Fabienne Berdoyes, Linda Goblet en Claude Herin in 1998 brons in de 'triplette' te Stockholm.